# Bob Roberts
Bob Roberts este un film american din 1992, regizat de Tim Robbins (debut regizoral) după propriul scenariu. El este un documentar fictiv satiric, care descrie evoluția politică a lui Bob Roberts, un politician conservator, care candidează la alegerile pentru Senatul Statelor Unite ale Americii. Roberts este finanțat în principal datorită relațiilor de afaceri din trecut și este bine cunoscut pentru muzica sa, în care își prezintă ideile conservatoare.
Acest film este debutul regizoral al lui Robbins și se bazează pe o secvență scurtă cu același nume și prezentând un același personaj, pe care Robbins a făcut-o pentru Saturday Night Live la 13 decembrie 1986.

## Rezumat
Acțiunea filmului Bob Roberts are loc în Pennsylvania. El prezintă o competiție senatorială fictivă între cântărețul de muzică folk conservator Bob Roberts (Tim Robbins) și senatorul democrat în exercițiu Brickley Paiste (Gore Vidal). Filmul este realizat din perspectiva lui Terry Manchester (Brian Murray), un producător de film documentar britanic, care urmărește campania lui Roberts. Prin imaginile sale îl vedem pe Roberts călătorind prin întregul stat, cântând despre consumatorii de droguri, oamenii leneși și triumful valorilor familiei tradiționale asupra atitudinii rebele din anii 1960. În timp ce campania continuă, Paiste rămâne în frunte până ce are loc un scandal în care este implicat cu o femeie tânără care a fost văzută ieșind din mașina lui. Paiste susține că ea era o prietenă a nepoatei sale, pe care o condusese acasă, dar el nu se poate scutura de aceste acuzații.
De-a lungul campaniei, reporterul Bugs Raplin (Giancarlo Esposito) încearcă să se folosească de documentarul despre Roberts ca o modalitate de a-l expune în fața publicului ca pe un farsor. Raplin consideră că fundația anti-drog a lui Roberts, Broken Dove, este conectată la un sistem vechi de trafic de droguri al CIA. Pe măsură ce se apropie alegerile, Roberts este invitat să apară într-un spectacol de comedie al unui post de televiziune. Când Roberts anunță că nu va cânta piesa pe care el a propus-o inițial, izbucnește o dispută între echipa tehnică și realizatorii spectacolului. Acest cântec nou se dovedește a fi nimic mai mult decât o campanie electorală puțin voalată, iar un membru al echpei tehnice scoate aparatele din priză. În timp ce Roberts pleacă de la studio, el este împușcat de un asasin. Raplin, care îi cauzase probleme în campanie, este arestat ca suspect, dar el este eliberat mai târziu atunci când se constată că, din cauza paraliziei constrictive la mâna dreaptă, nu putea să tragă cu arma. În urma incidentului, Raplin susține că Roberts nu a fost de fapt împușcat și că s-a tras cu arma în pământ.
Campania este amplificată de sprijinul public oferit candidatului în urma tentativei de asasinat și Roberts câștigă alegerile cu 52% din voturi. Deși Roberts susține că rănile sale l-au lăsat paralizat de la talie în jos, el este văzut mișcându-și picioarele la o petrecere de celebrare a victoriei în alegeri. În timp ce Terry Manchester îi intervievează pe susținătorii lui Roberts din fața hotelului unde era cazat noul senator, un băiat aleargă strigând: "E mort, e mort, ei l-au omorât!" Când Manchester îl întreabă despre ce vorbește, băiatul strigă: "Bugs Raplin! E mort! Ei l-au prins!" O petrecere plină de bucurie izbucnește în rândul susținătorilor lui Roberts, camera video se îndreaptă spre camera de hotel și se observă o umbră mergând pe jos în poziție verticală sugerând profilul lui Roberts care trece prin dreptul ferestrei înainte de a stinge luminile. Filmul se încheie cu un raport de știri radiofonic despre uciderea lui Raplin de către un fanatic de dreapta și o imagine a lui Manchester stând în picioare în Jefferson Memorial, privind cuvintele înscrise acolo: "Am jurat pe altarul lui Dumnezeu eternă ostilitate față de orice formă de tiranie asupra minții omului".

## Distribuție
- Tim Robbins - Robert "Bob" Roberts, Jr., cântăreț de muzică folk și om de afaceri care candidează pentru Senatul SUA
- Giancarlo Esposito - John Alijah "Bugs" Raplin, un jurnalist determinat să prezinte aspecte neplăcute legate de Roberts
- Alan Rickman - Lukas Hart III, șeful de campanie a lui Roberts
- Ray Wise - Chet MacGregor, șeful de campanie a lui Roberts
- Brian Murray - Terry Manchester, un realizator britanic de filme documentare
- Gore Vidal - senatorul Brickley Paiste, senatorul împotriva căruia concurează Roberts
- Rebecca Jenkins - Delores Perrigrew, membru în echipa de campanie a lui Roberts
- Harry Lennix - Franklin Dockett, membru în echipa de campanie a lui Roberts
- Robert Stanton - Bart Macklerooney, membru în echipa de campanie a lui Roberts
- Kelly Willis - Clarissa Flan, cântăreață de muzică folk
- Tom Atkins - Dr. Caleb Menck, medicul personal al lui Roberts
- David Strathairn - Mack Laflin, avocatul lui Raplin
- James Spader - Chuck Marlin, prezentatorul știrilor locale de la WLNO
- Pamela Reed - Carol Cruise, coprezentatoare, alături de Chuck Marlin, a știrilor de la WLNO
- Helen Hunt - Rose Pondell, reporter de teren la WLNO
- Peter Gallagher - Dan Riley, gazda emisiunii Good Morning, Philadelphia
- Lynne Thigpen - Kelly Noble, intervievator pentru Good Morning, Philadelphia
- Kathleen Chalfant - Constance Roberts, mama lui Bob Roberts
- Jack Black - Roger Davis, un fan al muzicii și politicii lui Roberts
- Matt McGrath - Burt, prieten al lui Roger Davis
- Anita Gillette - dna. Davis, soția primarului din Harrisburg, mama lui Roger
- Susan Sarandon - Tawna Titan, prezentatoarea știrilor locale de la WFAC-TV News
- Fred Ward - Chip Daley, coprezentator la WFAC-TV News
- Fisher Stevens - Rock Bork, reporter de teren la WFAC-TV News
- Bob Balaban - Michael Janes, producătorul emisiunii Cutting Edge Live
- John Cusack - gazda emisiunii Cutting Edge Live
- Allan F. Nicholls - directorul emisiunii Cutting Edge Live
- Robert Hegyes - Ernesto Galleano, reporter

## Recepție
În timp ce criticii și publicul au răspuns la acest film prin relaționarea personajului Roberts de diverse figuri politice, cum ar fi George H.W. Bush și senatorul de Pennsylvania, Rick Santorum, Robbins a spus că filmul este legat mai mult de sistemul politic în general decât de un anume politician. În film, Robbins nu identifică în mod clar apartenența politică a candidatului, deși el a declarat într-un interviu că distribuirea lui Gore Vidal a indicat în mod clar faptul că Bob Roberts nu este democrat; senatorul Brickley Paste este, de asemenea, identificat într-o reclamă ca fiind democrat. O mare parte din comentariul lui Robbins susține rolul mass-media în campaniile electorale. Unii l-au criticat pe Robbins pentru abordarea sa a unei satire politice, afirmând că referințele sale la epoca politică a lui Ronald Reagan și la fronda din anii 1960 sunt pur și simplu prea anacronice în contextul anilor 1990, dar alții l-au lăudat pentru încadrarea comentariului politic ca o comedie în stil Hollywood.
Recunoaștere American Film Institute:
- AFI's 100 Years... 100 Laughs - Nominalizat[6]